# Louis Durey
Louis Durey (Párizs, 1888. május 27. – Saint-Tropez, 1979. július 3.) francia zeneszerző, a francia Hatok (Les Six) zeneszerzői csoport tagja.

## Élete
Louis Durey Párizsban született, polgári családban, egy helyi üzletember fiaként. Egyetemi tanulmányait is ez irányban folytatta: 1908-ban felsőfokú kereskedelmi diplomát szerzett. Még nem volt azonban tizenkilenc éves, amikor elhatározta, hogy a zenei pályát választja, miután egy előadáson hallotta Claude Debussy operáját, a Pelléas és Mélisande-ot. Zenei tanulmányait elég későn kezdte: mint zeneszerző, lényegében autodidakta volt, de azért tanult összhangzattant és ellenpontot a párizsi Schola Cantorumban, magántanulóként Léonce Saint-Réquier-nél, 1919-től. Művészetében a kezdetektől fogva jelentős szerepet játszott a kórusmuzsika. Az 1914-ben komponált L'Offrande Lyrique című művét tekintik a francia tizenkét fokú zene úttörőjének. Első műve, amellyel ismertséget szerzett a zenei világban, egy zongoraduó volt, címe Carillons. Egy 1918-as hangversenyen ez a munkája felkeltette Maurice Ravel érdeklődését, aki segítette abban,, hogy publikálja a neves Durand kiadónál. Első szerzői időszakában komponált műveiben a három „S” (Satie, Sztravinszkij, Schönberg) hatása tükröződik vissza.
1917-ben Louis Durey,Erik Satie, Georges Auric és Arthur Honegger megalapította a „Nouveaux Jeunes” csoportot, amely az 1920 januárjában alakult Les Six zenei csoportosulás elődjének tekinthető. Durey kérte fel Darius Milhaud-t, hogy írjon egy zongoradarabot a csoport L’Album des Six címen kiadott közös albumához. A fogadtatás kedvező volt, Durey viszont nem vett részt a csoport következő, 1921-es kollektív munkájában, Jean Cocteau Les mariés de la tour Eiffel (Az Eiffel-torony jegyespárja) című balettjéhez írt zene megkomponálásában, mivel akkoriban nem tartózkodott Párizsban, de ezzel ellentétbe került Cocteau-val. 1924-ben aztán ki is vált a csoportból, csak 1952-ben csatlakozott hozzájuk egy közös koncert erejéig.
Jelentős avantgárd művészekkel tartott fenn kapcsolatot: a költő Guillaume Apollinaire-rel, Max Jacob-bal, Paul Éluard-ral, Louis Aragonnal, valamint a festő Pablo Picassóval, Georges Braque-kal és Fernand Léger-vel.
A Les Six időszak után Durey a saját útját járta. Soha nem érezte szükségét, hogy a zenei establishment-hez tartozzon. Egyre többet hangoztatta baloldali ideáit, amivel művészileg elszigetelődött, és ez élete végéig fennmaradt.
1921 és 1930 között zenekritikusként dolgozott a L’Humanité a Le Courrier Musical, a Musical News and Herald és a The Chesterian újságoknak.
A Cocteau-val való szakítás után Durey visszavonult Saint-Tropez-i (Provence-Alpes-Côte d’Azur) otthonába. Kamaraművek mellett itt írta meg egyetlen operáját („comédie lyrique”), a L’occasion-t.
1929-ben feleségül vette Anne Grangeont és a következő évben visszaköltözött Párizsba. Az 1930-as évek közepén belépett a francia kommunista pártba, és aktívan dolgozott az újonnan alakult Fédération Musicale Populaire-ben. Komoly szerepet játszott Janequin, Lassus, Costeley, Gossec és más régi szerzők kompozícióinak rekonstruálásában és publikálásában is.
A II. világháború náci hatalomátvételének idején részt vett a francia ellenállásban, mint a Front National des Musiciens kiemelkedő személyisége, és antifasiszta dalokat írt. A háború után a kemény vonalas kommunizmus híve lett, és megalkuvást nem ismerő politikai attitűdje erősen gátolta művészi karrierjében. Minthogy a megélhetéshez pénzt kellett keresnie, 1950-ben visszatért a kommunista L’Humanitéhoz zenekritikusként.
Az 1950-es évek végén és a korai 1960-as években folytatta a komponálást, de igazán jelentőset nem alkotott. Vietnámi témákra ez idő tájt írt darabja annak az undornak volt a kifejeződése, amelyet Franciaországnak a vietnámi háborúban játszott szerepe és a maga után hagyott zűrzavar miatt érzett. Ez a mű az akkori idők Párizsában úgy hatott, mint a vadon szava. Megzenésített néhány Ho Si Minh és Mao Ce-tung verset is. Legfontosabb művei azonban vonósnégyesei, fuvola-zongora szonatinája és az Images à Crusoë című darabja.
Életműve 116 számozott opust ölel fel, szinte minden műfajban, de főként a kórusmuzsikában. Kevés szimfonikus művet írt.
A Les Six csoport legkevésbé ismert tagjaként 1979-ben hunyt el, Saint-Tropez-ben.

## Művei
Számos vokális művet írt (melyek közül a legjelentősebbek a Le Printemps au fond de la mer, Images à Crusoë, Eloges, Le Bestiaire, Cantate de la prison és hat wikt:madrigál), de komponált három vonósnégyest, egy vonóstriót, egy fuvola-zongora szonatinát, zongoradarabokat és jó pár művet, amelyeket szinte soha nem adtak elő (köztük egyfelvonásos operáját, a L’Occasion-t). Népi dallamok meghangszerelésével is foglalkozott.

### Hangszeres művek
- 3 szonatina zongorára (1926)
- Nocturne zongorára (1928)
- Carillon és Neige, két zongoradarab négy kézre[5] (1916-18)
- Szonatina fuvolára és zongorára[6] (1920)
- Trio-Sérénade, vonóstrió (1955)
- 1. vonósnégyes (1917)
- 2. vonósnégyes (1919)
- 3. vonósnégyes (1928)
- Les soirées de Valfère, fúvós kvintett (1963)
- Fantaisie concertante, csellóra és zenekarra (1947)
- Île-de-France, zenekari nyitány (1955)
- Concertino, zongorára, 16 fúvós hangszerre, nagybőgőre és üstdobra (1956)
- Mouvement symphonique, zongorára és vonósokra (1963)
- Octophonies, 8 vonós hangszerre (1966)
- Dilection, vonósokra (1967)
- Deux dialogues, szóló fuvolára[7] (1974)

### Vokális művek

#### Dalok
- Épigrammes de Théocrite és Trois poèmes de Pétrone (1918)
- Vergers Rilke versére

#### Énekhang zenekari kísérettel
- Inscriptions sur un oranger, énekhangra és zenekarra (1918)
- Images à Crusoë Saint-John Perse versére, szopránra és kamarazenekarra (1919)
- Éloges Saint-John Perse versére, ének kvartettre és kamarazenekarra (1919)
- Le Bestiaire Guillaume Apollinaire versére, énekhangra és zenekarra (1919

#### Vokális művek hangszeres kísérettel
- Le Printemps au fond de la mer, Jean Cocteau nyomán, szopránra és fúvósokra (1920)
- España 63, kórusra, zongorakísérettel (1963)
- 3 polyphonies vocales et instrumentales, ének kvartettre és 8 hangszerre (1963)

#### Kantáták
- Cantate de la Prison Guillaume Apollinaire nyomán
- La Guerre et la Paix (1949)
- La Longue Marche (1949)
- Paix aux hommes par millions (1949)
- Cantate à Ben Ali (1952)
- Cantate de la rose et de l'amour, szopránra és vonósokra (1965)

### Opera
- L'Occasion, Prosper Mérimée szövegére (1923)

## Fordítás
- Ez a szócikk részben vagy egészben  a   Louis Durey című angol Wikipédia-szócikk ezen változatának fordításán alapul.  Az eredeti cikk szerkesztőit annak laptörténete sorolja fel. Ez a jelzés csupán a megfogalmazás eredetét és a szerzői jogokat jelzi, nem szolgál a cikkben szereplő információk forrásmegjelöléseként.
- Ez a szócikk részben vagy egészben  a   Louis Durey című francia Wikipédia-szócikk ezen változatának fordításán alapul.  Az eredeti cikk szerkesztőit annak laptörténete sorolja fel. Ez a jelzés csupán a megfogalmazás eredetét és a szerzői jogokat jelzi, nem szolgál a cikkben szereplő információk forrásmegjelöléseként.